# Hufiec ZHP Sanok
Hufiec Ziemi Sanockiej im. ks. hm. Zdzisława Peszkowskiego – terytorialna wspólnota jednostek harcerskich Związku Harcerstwa Polskiego działających na terenie miasta Sanoka i powiatu sanockiego w ramach Chorągwi Podkarpackiej ZHP.

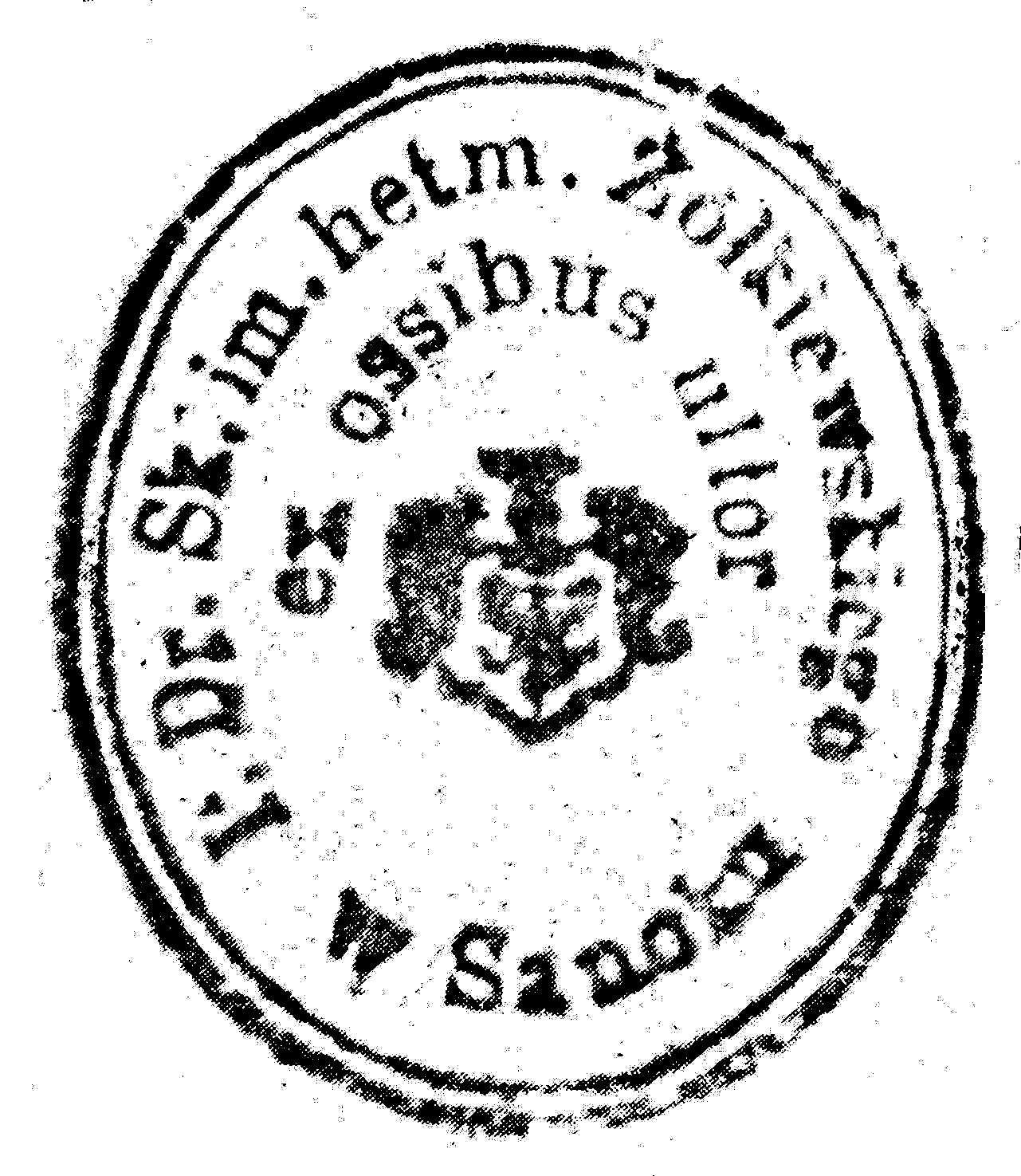
Oznaka I DS im. hetm. S. Żółkiewskiego w Sanoku – Ex ossibus ultor

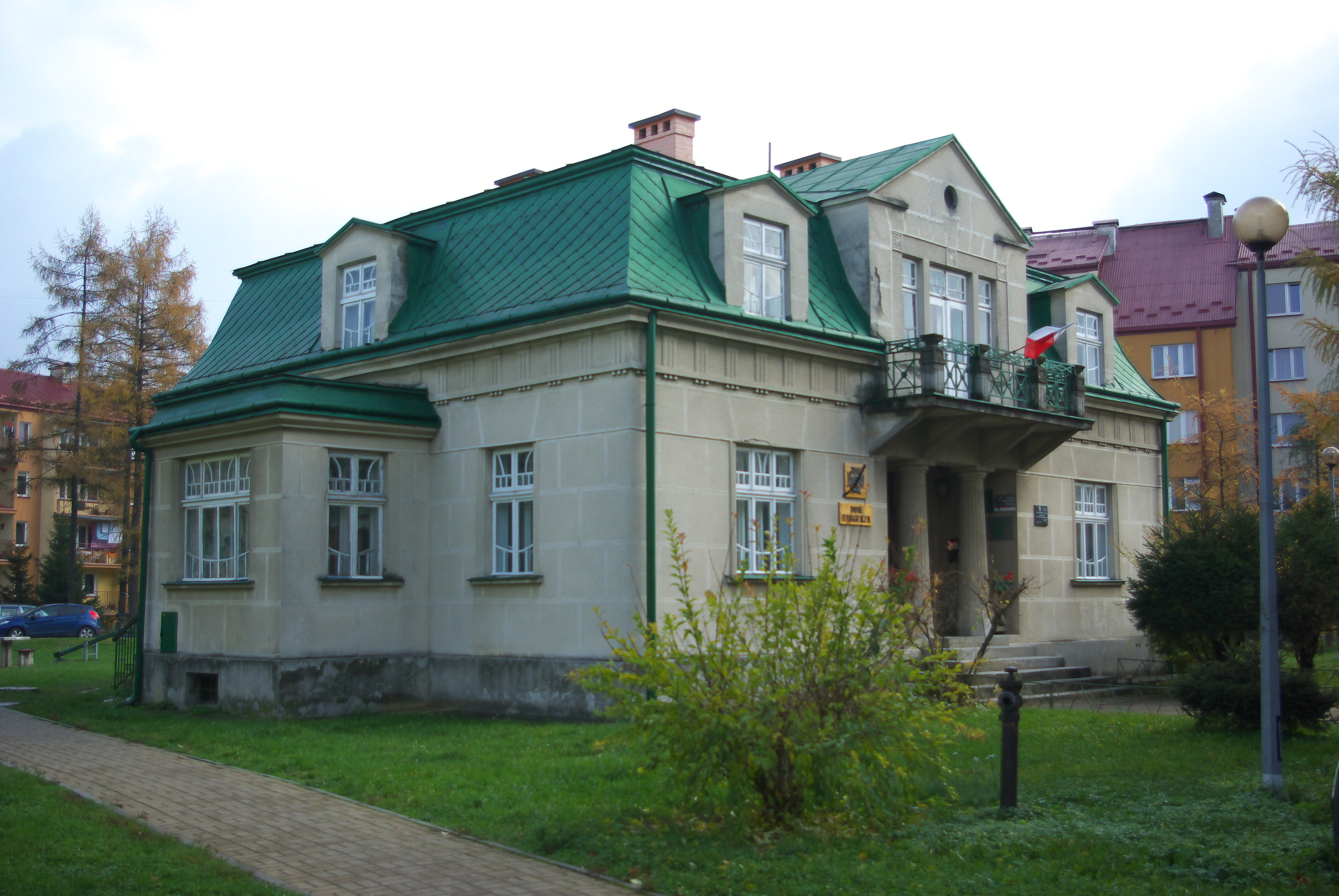
Dom Harcerza w Sanoku, tzw. „Zielony Domek”

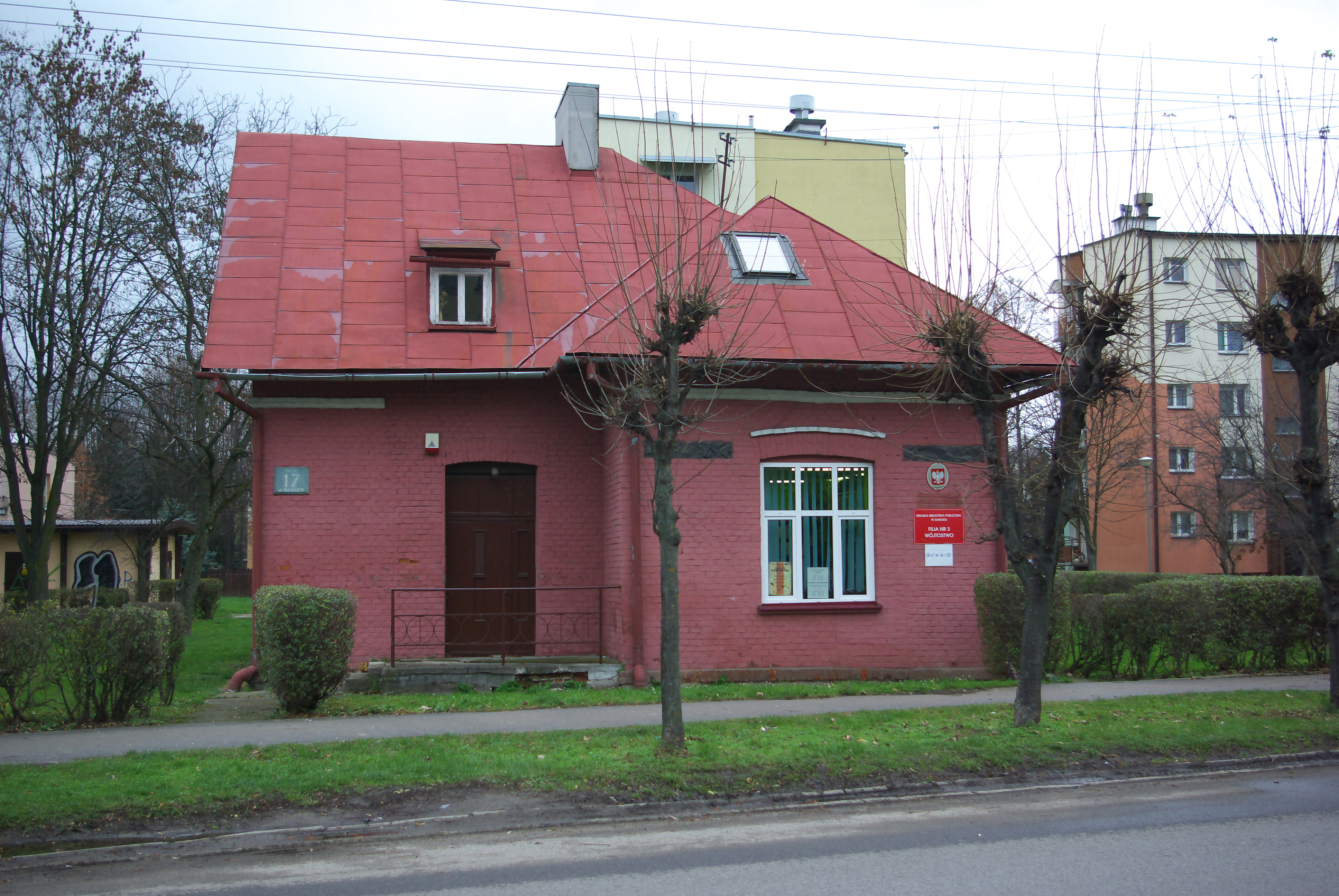
Inny obiekt sanockiego harcerstwa, tzw. „Czerwony Domek”

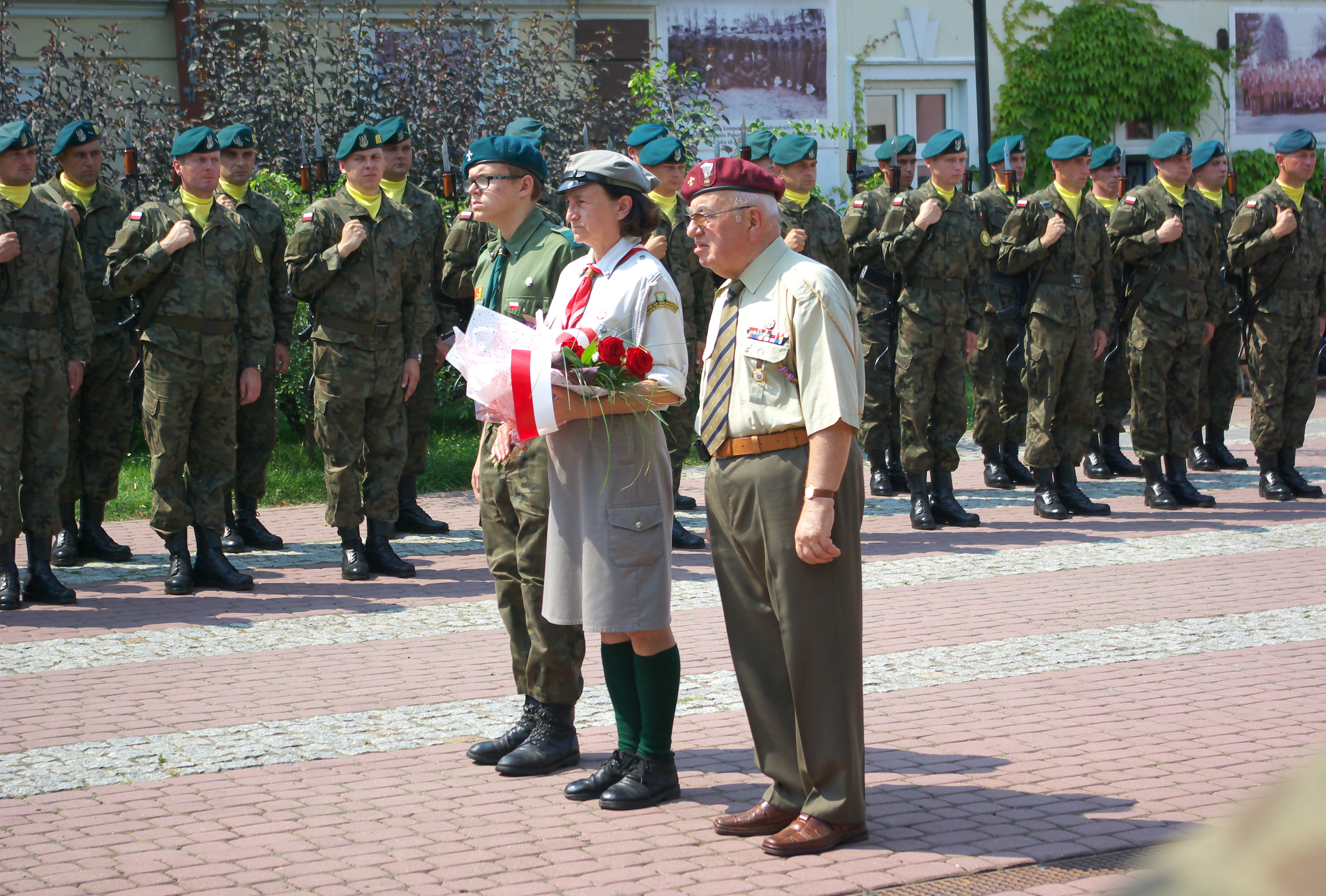
Przedstawiciele Hufca Ziemi Sanockiej podczas uroczystości Święta Wojska Polskiego w Sanoku 2015; od prawej: hm. Jerzy Kwaśniewicz, hm. Krystyna Chowaniec

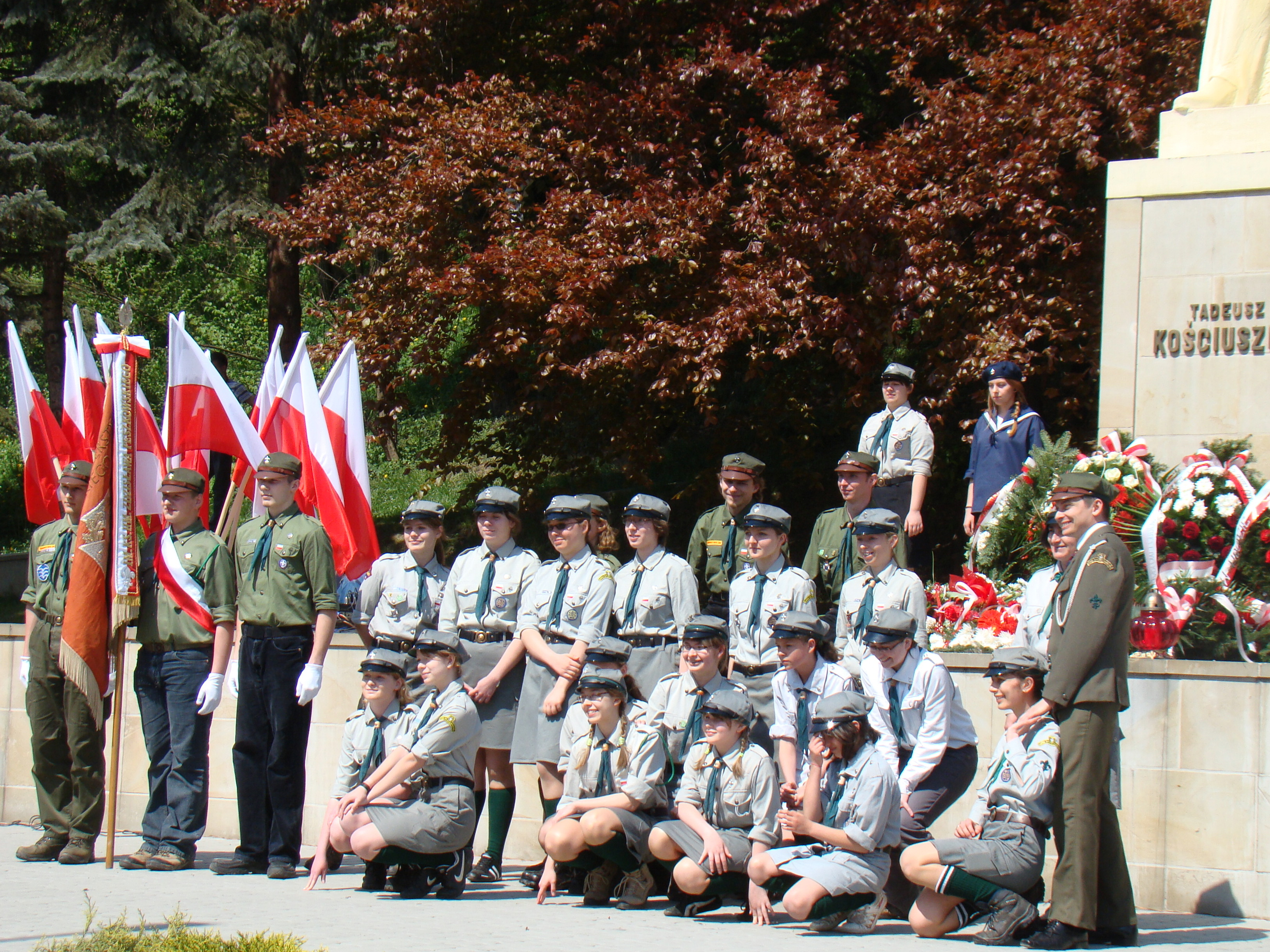
Sanoccy harcerze podczas obchodów Święta Konstytucji 3 Maja (2012)

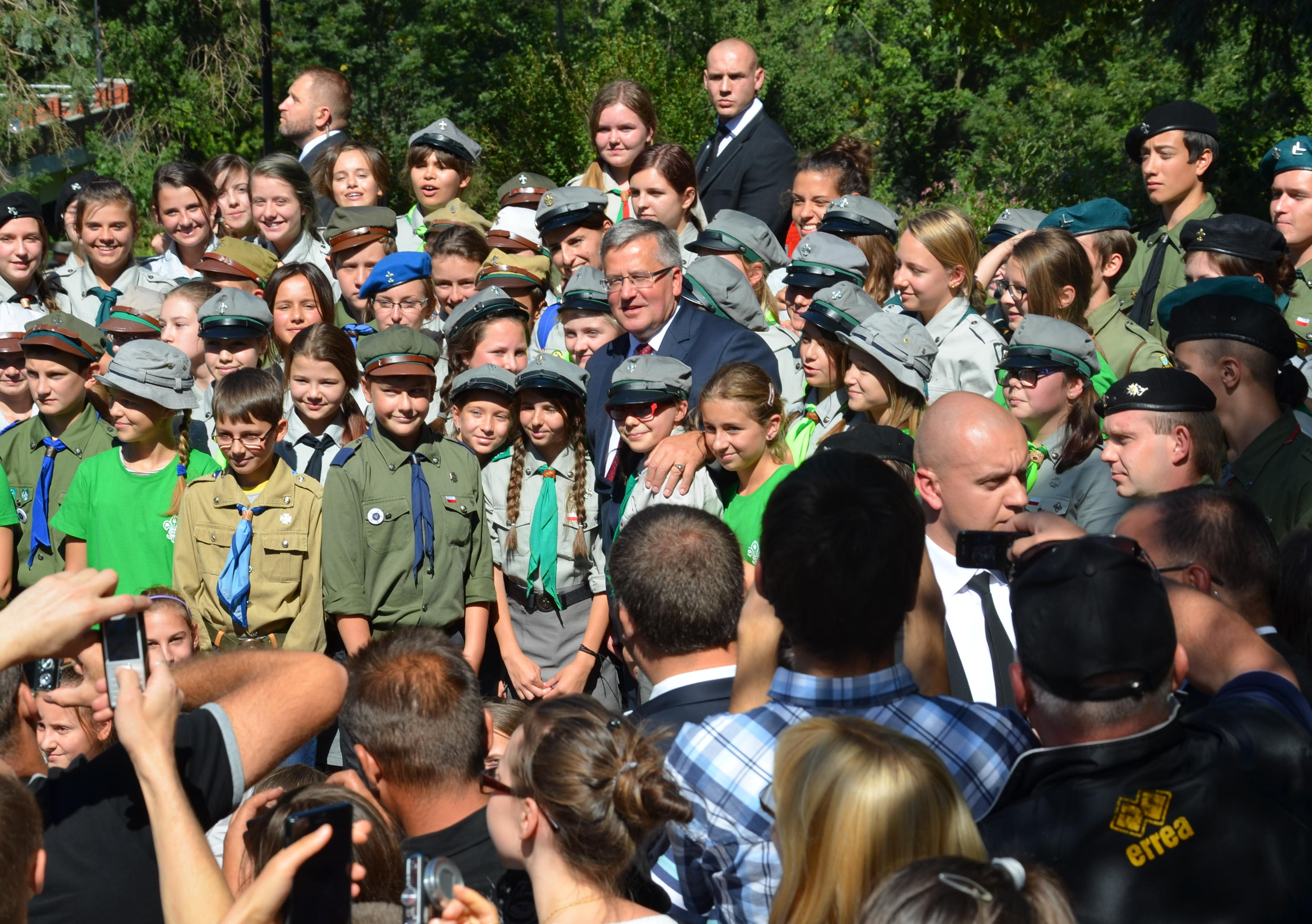
Sanoccy harcerze podczas spotkania z Prezydentem RP Bronisławem Komorowskim (2013)

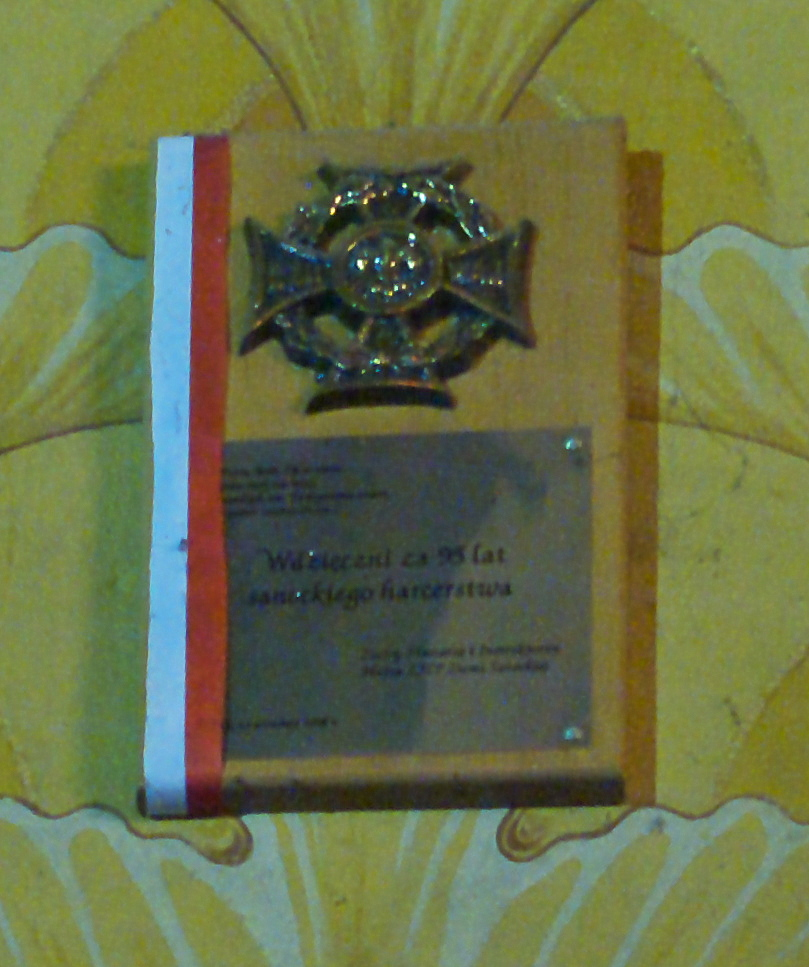
Tabliczka upamiętniająca 95-lecie sanockiego harcerstwa w kościele Przemienienia Pańskiego w Sanoku

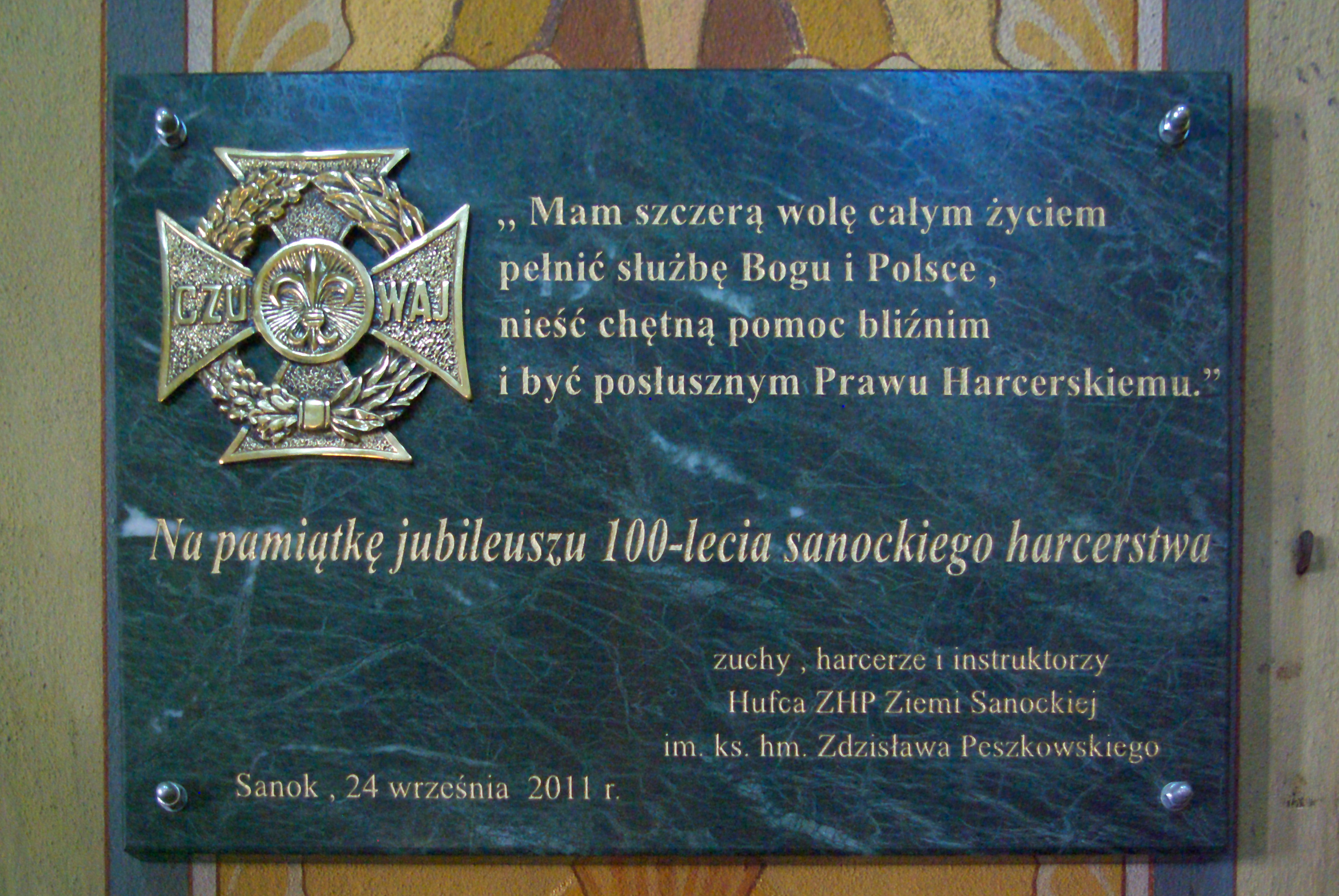
Tablica upamiętniająca 100-lecie sanockiego harcerstwa w kościele Przemienienia Pańskiego w Sanoku

## Historia
Za początek powstania ruchu harcerskiego uważa się rok 1911. Wówczas powstała w mieście I Drużyna Skautów im. hetmana Stanisława Żółkiewskiego w Sanoku – zawołania ex ossibus ultor przy sanockim gimnazjum, działające pod auspicjami sanockiego gniazda Polskiego Towarzystwa Gimnastycznego „Sokół” (w 1911 dowódcą plutonu był Adam Froń, a w roku 1912/1913 plutonami dowodzili Jan Bratro, Roman Ślączka, Stanisław Kurek). 11 listopada 1911 w gmachu „Sokoła” Andrzej Małkowski wygłosił odczyt dotyczący ruchu skautowego. W 1912 przy wydziale PTG powstała sanocka Komenda Skautowa. W kolejnych latach ruch harcerski rozwijał się liczebnie i strukturalnie, także poza obszar miasta (m.in. Stanisław Szwed organizował skauting w pobliskim Zagórz, a Władysław Zaleski w Brzozowie, a ponadto był reprezentantem na międzynarodowym zlocie skautów w Birmingham w 1913). Powstała także żeńska drużyna skautowa im. Zofii Chrzanowskiej. Podczas I wojny światowej we wrześniu 1915 Andrzej Kosina dokonał reaktywacji drużyny im. St. Żółkiewskiego. W 1918 w Zagórzu sanoccy harcerze dokonali odbicia z transportu do Máramarossziget internowanych legionistów polskich, po czym działali na rzecz ich ukrycia w Sanoku i wyrobienia im fałszywych dokumentów. Później drużynowym sanockich harcerzy został profesor miejscowego gimnazjum, Michał Urbanek, który u kresu wojny w listopadzie 1918 zorganizował „Pogotowie Młodzieży”, a w jego komendzie zasiedli Władysław Zaleski jako komendant oraz m.in. inż. Jan Kosina i ks. Paweł Rabczak. Sanoccy harcerze uczestniczyli w bojach zarówno wielkiej wojny, jak i następczych po niej walkach z Ukraińcami i z bolszewikami. Po odzyskaniu przez Polskę niepodległości u zarania II Rzeczypospolitej powstała II Drużyna im. Tadeusza Kościuszki, III Drużyna im. Stefana Czarnieckiego (1919), IV Drużyna pod nazwą „Zuchy”, później także V drużyna. Z inicjatywy prof. Urbanka 22 maja 1919 zainicjowano działalność Koła Przyjaciół Harcerstwa w Sanoku, złożone z osobistości miasta, którzy weszli do wydziału (Stanisław Augustyński, Bolesław Gawiński, Marian Kawski, Jan Kosina, Karol Zaleski, Towarnicki, ks. Paweł Rabczak, Michał Urbanek, Stanisław Basiński, ks. Józef Drozd, Marian Szajna). Od września 1919 do października 1920 wydawano miesięcznik „Bóg i Ojczyzna”. Na początku lat 20. szkoleniem sanockich harcerze zajmowali się oficerowie stacjonującego w Sanoku 2 Pułku Strzelców Podhalańskich: Aleksander Kolasiński prowadzący ćwiczenia wojskowe oraz Marian Warmuzek prowadzący zajęcia terenoznawstwa i kartografii (obaj w 1940 zostali zamordowani w Charkowie przez NKWD w ramach zbrodni katyńskiej). Na początku lat 30. działała jedna drużyna harcerska, w 1939 powstała V Drużyna im. Jana III Sobieskiego. W okresie II RP działał równolegle hufiec żeński, w którego strukturze istniały I Drużyna im. Emilii Plater, II Drużyna im. Marii Skłodowskiej-Curie oraz Drużyna Zuchów im. Marii Konopnickiej. Podczas II wojny światowej sanocki ruch harcerski nie kontynuował swojej działalności. Wielu z przedwojennych sanockich harcerzy brało udział w działaniach wojennych, także tracąc życie, m.in. stając się ofiarami zbrodni katyńskiej. W trakcie okupacji niemieckiej Jadwiga Zaleska powołała w 1943 Tajną Organizację Harcerek.
Oficjalna działalność ZHP w Sanoku została reaktywowana po zakończeniu wojny i nastaniu Polski Ludowej. W strukturze powojennego harcerstwa działały męskie I Drużyna im. Stanisława Żółkiewskiego, II Drużyna im. Stefana Czarnieckiego, III Drużyna im. Władysława Jagiełły, IV Drużyna im. Ignacego Łukasiewicza, V Drużyna im. Tadeusza Kościuszki, VI Drużyna im. Obrońców Warszawy oraz żeńskie I Leśna Drużyna Harcerek, II Drużyna Harcerek „Watra”, III, IV, V oraz VI Drużyna Harcerek im. Jana Kasprowicza. Wskutek zmian strukturalnych w ZHP, w 1948 Komenda Hufca Żeńskiego została wcielona do Komendy Hufca Męskiego. Od 11 października 1974 Hufcowi nadano imię 9 Drezdeńskiej Dywizji Piechoty, jednostki Ludowego Wojska Polskiego stacjonującej w Sanoku. Nazwa z tym patronatem przetrwała do lat 80. W okresie PRL Komenda Hufca Sanok podlegała Chorągwi Rzeszowskiej, a po zmianach administracyjnych z 1975, Chorągwi Krośnieńskiej. Działała Miejska Rady Przyjaciół Harcerstwa w Sanoku, której przewodniczącym w latach 80. był lekarz dr Albin Rysz. Siedziba Hufca mieściła się w sanockim ratuszu, a od września 1983 w budynku przy na sanockim rynku. Od 1988 do 1991 w budynku przekazanym przez władze miasta pod adresem ulicy Romualda Traugutta 17 w dzielnicy Wójtostwo (tzw. „Czerwony Domek”) działała harcerska Stanica Rozwoju Zainteresowań. 21 kwietnia 1989 został uroczyście otwarty odremontowany budynek przy ulicy Zielonej 39 w dzielnicy Błonie, tzw. „Zielony Domek”, przekazany uprzednio przez władze miasta na rzecz sanockiego Hufca ZHP.
Na początku istnienia III Rzeczypospolitej, w 1990 dotychczasowy Komendant Hufca, hm. Ryszard Pacławski został wybrany Naczelnikiem ZHP. Kapelanem Hufca od 1997 do 2007 był ks. Wiesław Siwiec. 21 września 1996 odbył się zlot z okazji 85-lecia sanockiego harcerstwa, a 29 września 2001 zorganizowano obchody 90-lecia. Od lat 90. Hufiec pielęgnował kontakty z przedwojennym harcerzem sanockim, późniejszym duchownym i kapelanem rodzin katyńskich ks. hm. Zdzisławem Peszkowskim, który w październiku 2005 objął Hufiec Ziemi Sanockiej honorowym patronatem. Rok po jego śmierci, 10 listopada 2008 nastąpiło oficjalne przyjęcie przez Hufiec patronatu jego imienia, działającego od tego czasu jako Hufiec Ziemi Sanockiej im. ks. hm. Zdzisława Peszkowskiego. 24 września 2011 odbyły się obchody 100-lecia Sanockiego Harcerstwa. W ramach Hufca 14 lutego 2010 powstał Klub Historyczny im. Armii Krajowej w Sanoku. Uchwałą Rady Miasta Sanoka z 11 września 2014 prawo własności do budynku przy ul. Zielonej 39 zostało bezpłatnie przekazane w formie darowizny na działalność statutową Hufca Ziemi Sanockiej.
Zasięgiem terytorialnym Hufiec Ziemi Sanockiej objął powiat sanocki oraz położone poza nim miejscowości: Sieniawa i Milcza. Według stanu na 2024 rok Hufiec Ziemi Sanockiej liczył 231 członków, a w strukturze działało wówczas 10 gromad zuchowych i 14 drużyn.

## Komendanci hufca
| Komendanci hufca męskiego - Michał Urbanek (1918 – VIII 1920) - ks. Paweł Rabczak (1920 – 1924) - Ludwik Bar / Marian Szajna jako opiekun (1924 –) - ks. Paweł Rabczak (1927 – 1929) - Czesław Borczyk (21 IV 1929 – 20 I 1931) - Henryk Wianecki (1932 – 1938) - phm. Władysław Kwaśniewicz (XI 1938 – 1939) - phm. Roman Kostrzewa (1945) - Franciszek Moszoro (1945 – 1946) - Józef Pohorski (12 IX 1946 –) |  | Komendantki hufca żeńskiego - Emilia Słuszkiewicz (1919 – 1923) - Maria Zaleska (1923 – 1925) - Janina Pytel (1925 – 1928) - Jadwiga Lorenc (1928 – 1930) - Kazimiera Wicińska (1930 – 1933) - hm. Albina Wójcik (1933 – 1939, wiosna 1945 – jesień 1948) |

Komendanci Hufca
- hm. Czesław Borczyk (29 grudnia 1956 – 1964)
- hm. Teresa Suda (1964 – 1973)
- hm. Jerzy Surowiak (I 1973 – 1975)
- Teresa Mazur (19 III 1975 – 18 VIII 1978)
- Wojciech Rachwał (18 VIII 1978 – 1981)
- Andrzej Nowak (25 XI 1981 – 19 IX 1983)
- hm. Ryszard Pacławski (19 IX 1983 – 1990)
- hm. Marek Zgódko (18 VI 1990 – 7 III 1992)
- phm./hm. Krystyna Chowaniec (7 III 1992 – 17 XI 2007)[36]
- phm. Ryszard Stojowski (17 XI 2007 – 20 X 2011)[37]
- hm. Krystyna Chowaniec (20 X 2011 – 16 XI 2019)[38]
- phm. Maria Kurkarewicz (16 XI 2019 – 18 XI 2023)[39][40]
- phm. Katarzyna Zgódko (18 XI 2023 –)[41]

## Odznaczenia
Sztandar Hufca został odznaczony odznaczeniami.
- Odznaka 1000-lecia Państwa Polskiego (1966)[42].
- Odznaka „Zasłużony dla Sanoka” (1979)[43].
- Złoty Krzyż „Za Zasługi dla Związku Kombatantów RP i Byłych Więźniów Politycznych” (1998)[44].
- Medal „Pro Memoria” (2009)[45].

Jednostka - decyzją powołanej kapituły - przyznaje odznakę honorową „Zasłużony dla Hufca ZHP Ziemi Sanockiej” w stopniach: złotej, srebrnej i brązowej.

## Upamiętnienie
- Cmentarz Centralny w Sanoku przy ulicy Rymanowskiej:
  - Dębowy Krzyż Powstańców, który w 1923 postawili sanoccy harcerze i uczniowie gimnazjum: Fritz Hotze, Józef Pohorski, Tadeusz Ridich i Zygmunt Żebracki dla upamiętnienia polskich powstań niepodległościowych[48]. Umieszczono na nim tabliczkę z napisem: Bohaterom z 1831/63 Harcerze 1923, która została wykonana w Sanockiej Fabryce Wagonów. Pod krzyżem harcerze składali Przyrzeczenie Harcerskie (m.in. ks. hm. Zdzisław Peszkowski[49]). W 1980 roku na podstawie z kamieni ustanowiono tablicę z inskrypcją: Bohaterom Powstań Polskich 1980. 11 listopada 1996 roku poświęcono nowy krzyż wraz z odnowioną tabliczką metalową, którą ufundował ówczesny Naczelnik ZHP, Ryszard Pacławski (obecnie jest zamontowana u zbiegu dwóch części drzewa krzyża i zawiera inskrypcję „Bohaterom z 1831 63 Harcerze 1923 1996”). Dodatkowo na pionowej części drewnianej krzyża znajduje się tabliczka z napisem Ernest Bauman Powstaniec 1831 r. Kawaler V.M. pof. pułku jazdy pozn.[50]
  - Pomnik Golgota Wschodu upamiętniający pochodzące z Sanoka i Ziemi Sanockiej ofiary zbrodni katyńskiej. Znajduje się w zachodniej części cmentarza, obok domu przedpogrzebowego. Pomnik powstał z inicjatywy rodowitego sanoczanina, ks. Zdzisława Peszkowskiego. Głównym jego elementem jest Krzyż Pamięci Ofiar Polskiej Golgoty Wschodu, poświęcony 10 listopada 2008[51][52]. Stanowi go krzyż brzozowy z tabliczką o treści: Ofiarom polskiej Golgoty Wschodu. U podstawy krzyża umieszczono kamienie, na których widnieją trzy tabliczki. Pierwsza zawiera inskrypcję Krzyż wzniesiono z inicjatywy Ks. Prałata Zdzisława J. Peszkowskiego staraniem Hufca ZHP Ziemi Sanockiej. A.D. 2008., druga – W 40-stym nas Matko na Sybir zesłali. Sanok, 04.2009., ufundowana przez Związek Sybiraków, zaś trzecia, upamiętniająca por. Zbigniewa Czekańskiego zawiera cytat ks. Zdzisława Peszkowskiego i informację pamiątkową Sercem i modlitwą otaczam postać dh Z. Czekańskiego, umiłowanego harcerza, konspiratora, bohatera i męczennika, ks. Z. Peszkowski / por. Zbigniew Czekański ur. 4.VII.1907 zginął 30.VI.1941. Z-ca komendanta hufca harcerzy w Sanoku. Dowódca Harcerskiej Kompanii Obrony Lwowa w 1939 r. Instruktor Chorągwi Lwowskiej Szarych Szeregów. Sanok, 18.04.2009.
- Tablica pamięci Andrzeja Małkowskiego (1888-1919), twórcy polskiego harcerstwa, który 11 listopada 1911 roku w gmachu głosił idee harcerstwa. Została odsłonięta na fasadzie Gmachu Towarzystwa Gimnastycznego „Sokół” w Sanoku 21 września 1996 roku w 85. rocznicę sanockiego harcerstwa. Odsłonięcia dokonali hm. Ryszard Pacławski i hm. Czesław Borczyk, a poświęcenia ks. Marian Burczyk[20][53]. Odnowiona 27 września 2003 roku. Inskrypcja brzmi: Pamięci Andrzeja Małkowskiego twórcy polskiego harcerstwa, który w tym budynku, gdzie mieściła się siedziba T.G. Sokół w dniu 11.XI.1911 r. głosił idee skautingu. W 85 rocznicę sanockiego harcerstwa. Harcerki i harcerze hufca ZHP Ziemi Sanockiej. Sanok 21 września 1996 r. Odnowiona 27 września 2003 r.[54] Została odnowiona w maju 2014.
- Kościół Przemienienia Pańskiego w Sanoku:
  - Tabliczka o treści Wdzięczni za 95 lat sanockiego harcerstwa. 23 września 2006. Zuchy, harcerze, instruktorzy Hufca ZHP Ziemi Sanockiej. Drewniana, wraz z herbem harcerstwa, umieszczona obok lewego ołtarza.
  - Tablica na pamiątkę jubileuszu 100-lecia sanockiego harcerstwa. Ustanowiona 24 września 2011 roku. Zawiera herb harcerstwa oraz inskrypcję, na którą składa się tekst przysięgi harcerskiej: „Mam szczerą wolę całym życiem pełnić służbę Bogu i Polsce, nieść chętną pomoc bliźnim i być posłusznym Prawu Harcerskiemu.” Na pamiątkę jubileuszu 100-lecia sanockiego harcerstwa zuchy, harcerze i instruktorzy Hufca ZHP Ziemi Sanockiej im ks. hm. Zdzisława Peszkowskiego. Sanok, 24 września 2011.
- Tablica pamiątkowa na fasadzie budynku Domu Harcerza, poświęcona ks. hm. Zdzisławowi Peszkowskiemu, odsłonięta 10 listopada 2008[55]. Inskrypcja głosi: Na pamiątkę nadania Hufcowi ZHP Ziemi Sanockiej imienia Księdza hm. Zdzisława Peszkowskiego zuchy, harcerze, instruktorzy. Sanok 10.11.2008 r.
- Cztery platany – drzewa pamiątkowe poświęcone działaczom harcerstwa i zasadzone w parku miejskim im. Adama Mickiewicza 2 października 2010[56][57]. Uhonorowani zostali Andrzej Małkowski (1888-1919) (tabliczka oznajmia: Platan „Andrzej” w hołdzie Andrzejowi Małkowskiemu twórcy harcerstwa polskiego. Hufiec ZHP Ziemi Sanockiej im ks. hm. Zdzisława Peszkowskiego. 100 lat harcerstwa polskiego. Sanok, 2 X 2010), Olga Małkowska (1888-1979, tabliczka oznajmia: Platan „Oleńka” w hołdzie hm. Oldze Małkowskiej twórczyni harcerstwa żeńskiego. Hufiec ZHP Ziemi Sanockiej im ks. hm. Zdzisława Peszkowskiego. 100 lat harcerstwa polskiego. Sanok, 2 X 2010), Albina Wójcik (1901-1982, tabliczka oznajmia: Platan „Albina” w hołdzie hm. Albinie Wójcik, wieloletniej komendantce sanockiego hufca harcerek. Hufiec ZHP Ziemi Sanockiej im ks. hm. Zdzisława Peszkowskiego. 100 lat harcerstwa polskiego. Sanok, 2 X 2010) Czesław Borczyk (1910-2004, tabliczka oznajmia: Platan „Czesław” w hołdzie hm. Czesławowi Borczykowi, wieloletniemu komendantowi sanockiego hufca. Hufiec ZHP Ziemi Sanockiej im ks. hm. Zdzisława Peszkowskiego. 100 lat harcerstwa polskiego. Sanok, 2 X 2010).
- W 2011 Rada Miasta Sanoka podjęła decyzję o przyjęciu nazwy Plac Harcerski dla powierzchni położonej w centrum miasta obok gmachu „Sokoła”[58]. Uchwałą Rady Miasta Sanoka z 25 marca 2021 plac został przemianowany na „Plac Harcerski im. ks. Zdzisława Peszkowskiego”[59][60].